# Atopophysa kunkalishana
Atopophysa kunkalishana är en fjärilsart som beskrevs av Eugen Wehrli 1931. Atopophysa kunkalishana ingår i släktet Atopophysa och familjen mätare. Inga underarter finns listade i Catalogue of Life.